# Marché générique
Un marché générique, dans la terminologie du marketing, est un marché réunissant tous les produits liés au genre du besoin satisfait par le produit principal.
Exemple 1 : les marchés de l’ automobile et du train répondent à un même besoin principal du marché générique du transport tout en disposant de produits aux caractéristiques différentes.
Exemple 2 : les marchés de l’ eau minérale en bouteille et de l’ eau de robinet répondent à une même demande principale – boire de l’ eau – sachant que leurs produits ont des caractéristiques dissemblables. Le marché de l’ eau est générique.
Pour analyser ou identifier un marché générique, on part des produits ou services appartenant au marché principal puis on recherche les biens ou services différents répondant à un même besoin. 
MFS